# Déclaration de Barmen
Pour les articles homonymes, voir Barmen (homonymie).

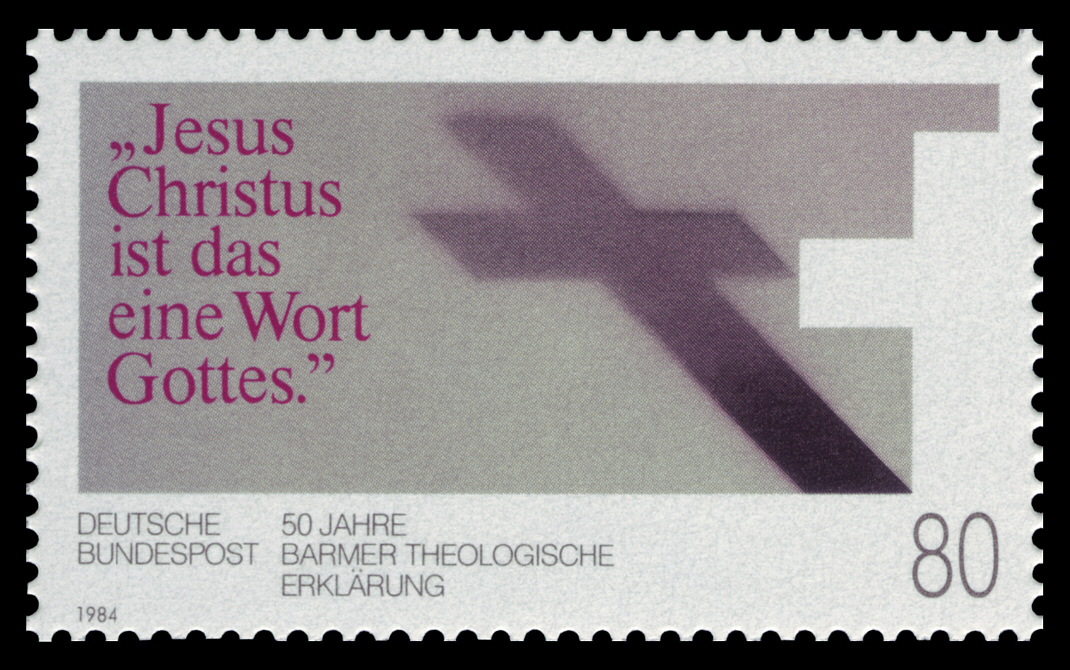
Timbre imprimé pour les 50 ans de la déclaration de Barmen.

La déclaration de Barmen est une déclaration théologique œcuménique publiée par plusieurs tendances du protestantisme allemand lors du premier synode confessionnel du 29 au 31 mai 1934 qui s'est tenu à Wuppertal-Barmen.
C'est l'acte fondateur de l'Église confessante, opposée au mouvement nazi des Deutsche Christen (chrétiens allemands) qui ont pris le contrôle de l'Église protestante du Reich. C'est un texte de résistance à une théologie moderne et immanente et au paganisme du national-socialisme.

## Contexte
Le national-socialisme et les « chrétiens allemands » voulaient établir un christianisme positif déjudaïsé, débarrassé de l'Ancien Testament et des écrits de Paul de Tarse et inséré dans une spiritualité païenne, c'est-à-dire une spiritualité immanente et holiste. Face à ces thèses, la déclaration protestante de Barmen se veut un retour au sources du christianisme : la parole de Dieu et la vérité transcendante de l'Écriture sainte. C'est une reprise des confessions de la Réforme. Cette déclaration s'oppose non seulement aux « chrétiens allemands », mais aussi au syncrétisme moderne qui l'a rendu possible. Les « chrétiens allemands » réagiront en accusant l'Église confessante de petitesse d'esprit et de fondamentalisme.

## Rédaction
La déclaration est principalement écrite par le théologien Karl Barth, mais d'autres protestants allemands y participent, comme Dietrich Bonhoeffer et Rudolf Bultmann. Même si comme l'affirme Robert Ericksen, il n'y a pas vraiment de théologie étanche à Hitler pendant cette période, l'engagement derrière cette déclaration et la participation à l'Église confessante reste une ligne de démarcation nette, même si l'aspect théologique de la déclaration sera critiqué par les luthériens orthodoxes, qui trouvent que la déclaration s'éloigne trop des conceptions luthériennes telles que la doctrine des deux règnes ; les critiques sont aussi politiques et ecclésiales : risque d'affaiblissement de l'autorité de l’État temporel et irrégularité du synode clandestin de Barmen.
En déclarant dans le premier point « Nous rejetons la fausse doctrine selon laquelle, en plus et à côté de cette seule Parole de Dieu, l’Église pourrait et devrait reconnaître d’autres événements et pouvoirs, personnalités et vérités, comme Révélation de Dieu et source de sa prédication », le texte rejette la « théologie naturelle » et l'acceptation d'une loi à côté de celle de Dieu. Le texte va ainsi à l'envers de la théologie moderniste, qui dit que « Dieu est révélé dans la nature, la culture humaine, qu'il est accessible par la raison et le progrès historique ».

## Influence
La déclaration de Barmen a permis l'organisation dès 1934 d'une église protestante indépendante des autorités religieuses contrôlées par les nazis, l'église confessante. 
L'exemple de la déclaration de Barmen a inspiré en partie la rédaction des thèses de Pomeyrol les 16 et 17 septembre 1941 par douze membres de l'Église réformée de France (ERF), afin de fournir un appui théologique à la résistance au nazisme, contre l'esprit de collaboration et le défaitisme, en appelant à une résistance spirituelle.